# Stephanie xứ Milly (nữ chúa)
Stephanie xứ Milly (khoảng giữa 1145 và 1155 -  khoảng 1197) là Nữ chúa xứ Oultrejordain từ 1169 cho đến 1197 và là một nhân vật có ảnh hưởng lớn của Vương quốc Jerusalem. Bà còn được gọi bằng nhiều cái tên khác nhau như Stephanie de Milly, Etienette de Milly, and Etiennette de Milly. Bà kết hôn ba lần tổng cộng; đầu tiên là với Humphrey III xứ Toron, sau đó là Miles xứ Plancy; và cuối cùng là Raynald xứ Chatillon.

## Gia đình
Bà là con gái của Philip xứ Milly, Lãnh chúa xứ Nablus, với Nữ chúa Isabella xứ Oultrejordain, con gái của Maurice xứ Montreal, Lãnh chúa xứ Oultrejordain. Với người chồng đầu tiên Humphrey III (mất 1173), bà có hai người con: Humphrey IV xứ Toron, và Isabella xứ Toron, người kế vị bà trở thành Nữ chúa xứ Oultrejordain sau này, kết hôn với Vua Ruben III của Armenia. Bà không có con với Miles (mất 1174), người chồng thứ hai của bà. Với người chồng thứ ba, Raynald, bà có hai một bé trai chết yểu và một cô con gái sống đến tuổi trưởng thành, Alix, kết hôn với Azzo VI xứ Este.

## Thư tịch học
- Auguste-Arthur, Comte de Beugnot biên tập (1843). RHC Lois II (bằng tiếng Pháp và Latin). Paris: R.H.C.Quản lý CS1: ngôn ngữ không rõ (liên kết)|tựa đề= trống hay bị thiếu (trợ giúp)
- Frankel, Rafael (1988). “Topographical notes on the territory of Acre in the Crusader period”. Israel Exploration Journal. 38 (4): 249–272.
- L. de Mas-Latrie, Chronique d'Ernoul et de Bernard le Trésorier, (bằng tiếng Pháp) Paris, Société de l'histoire de France, 1871.
- William of Tyre, Historia Rerum In Partibus Transmarinis Gestarum (A History of Deeds Done Beyond the Sea), (in English) translated by E. A. Babock and A. C. Krey, Columbia University Press, 1943.
- William of Tyre, Chronique Willelmi Tyrensis Archiepiscopi Chronicon, (bằng tiếng Pháp) edition by R.B.C. Huygens; identification of historical sources and determination of dates fixed by H. E. Mayer and G. Rosch, Turnholti: Brepol, 1986. 2 v. (1170 p. compless.)